# Stadio Józef Piłsudski (Cracovia)
Lo stadio Józef Piłsudski, già noto come stadio di Cracovia (in polacco Stadion Cracovii), è uno stadio della città polacca Cracovia di proprietà dello stato.